# Triomphes de Binche
Pour les articles homonymes, voir Triomphe.
Les Triomphes de Binche sont des fêtes qui eurent lieu à Binche en 1549 en l'honneur de Philippe II d'Espagne.

## Histoire

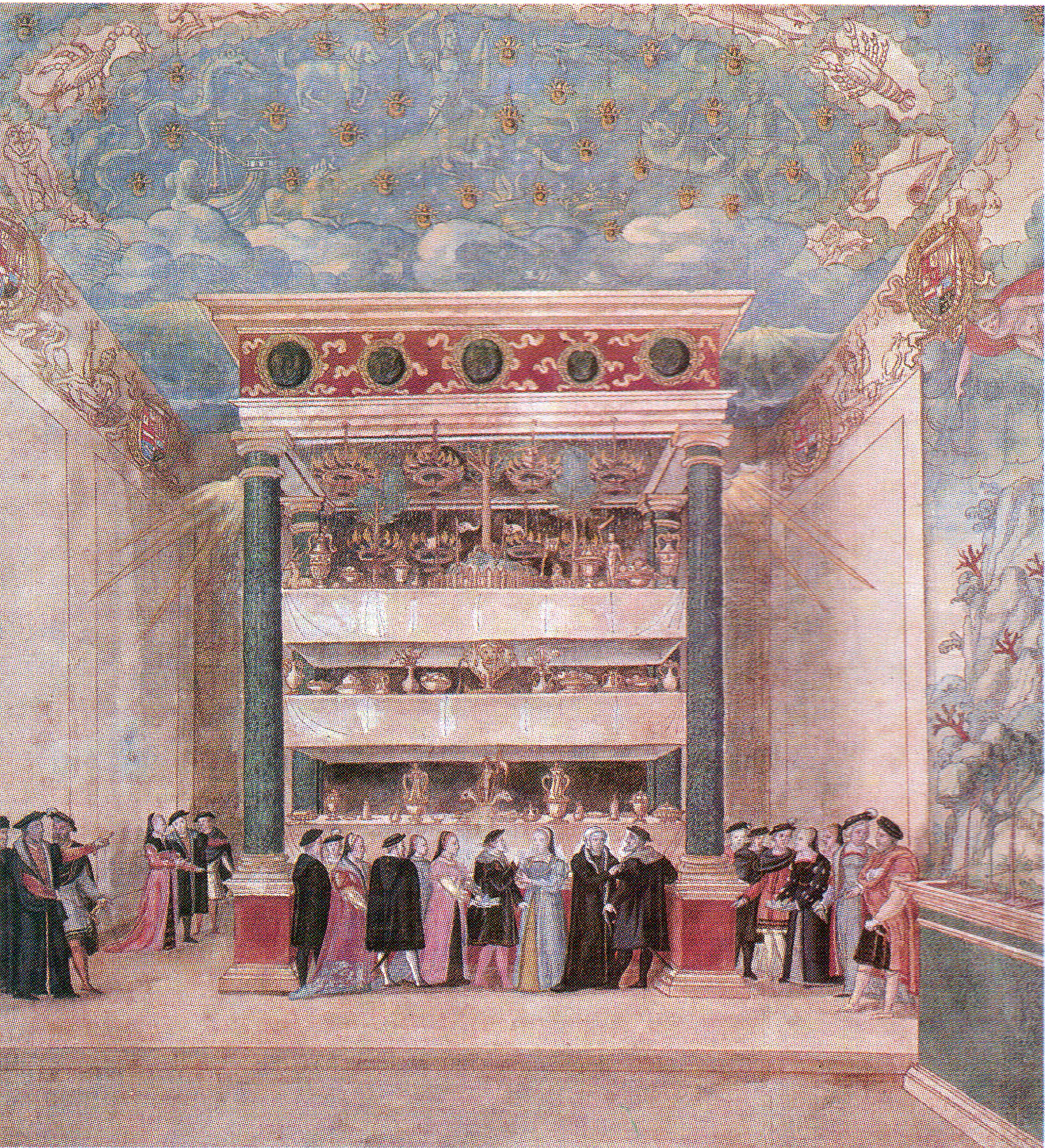
La salle enchantée.

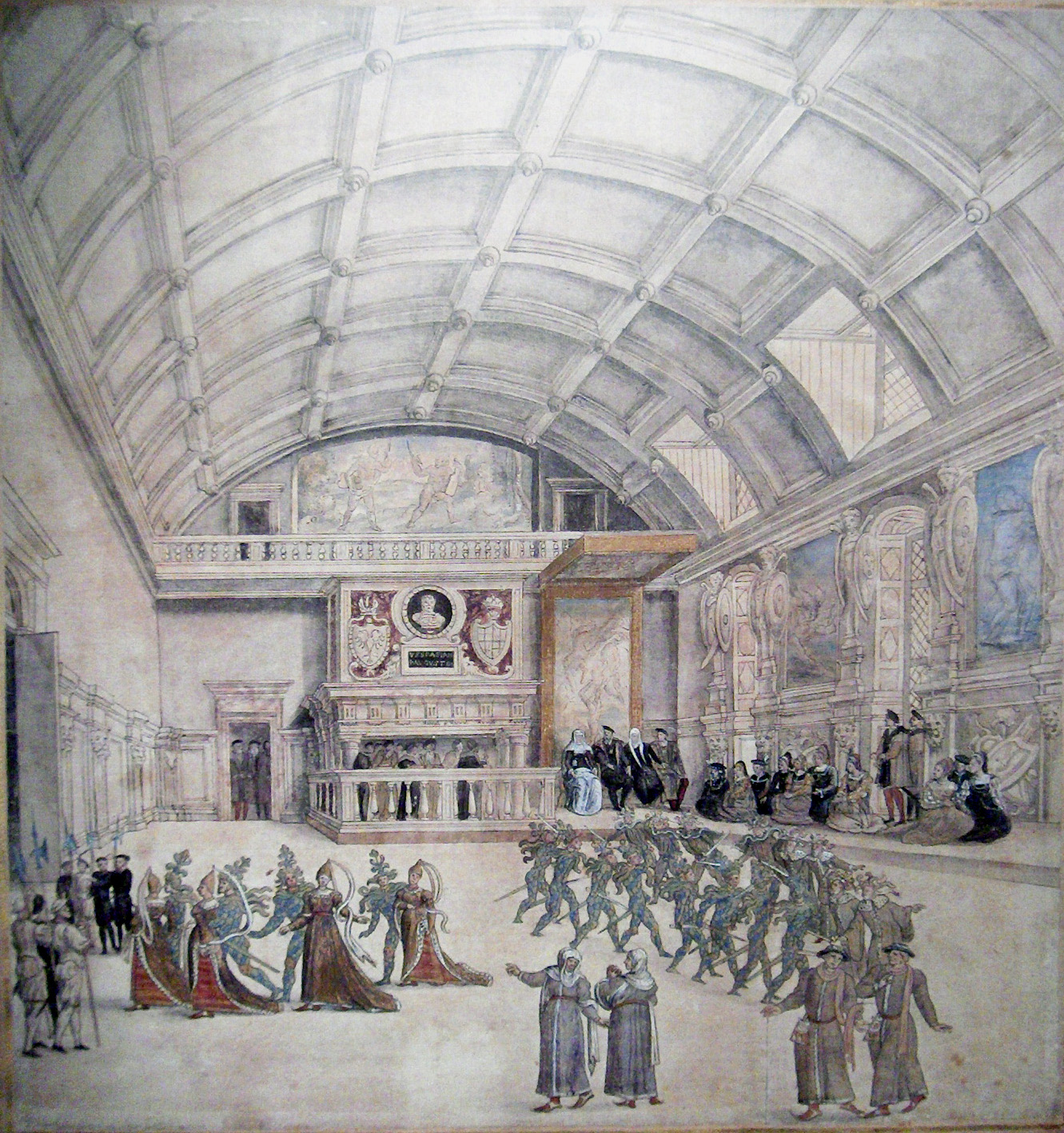
L'enlèvement des Dames.

En 1549, l'empereur Charles Quint présenta son fils, l'infant Philippe d'Espagne, aux riches Pays-Bas espagnols qu'il comptait lui léguer. La cour s'installa à Bruxelles auprès de la sœur de l'empereur, Marie de Hongrie, gouverneure des Pays-Bas. Au cours des réjouissances bruxelloises, un chevalier errant se présenta à l'empereur et lui remit une requête demandant à la cour de se rendre à Binche. La lettre expliquait qu'un magicien, Norabroc, avait jeté un sort sur la population de la région et priait l'empereur et son fils de l'en délivrer. Il s’agissait en fait de la mise en scène d’une invitation à se rendre au palais de Binche où la gouverneure Marie de Hongrie avait organisé des fêtes somptueuses. Ces fêtes avaient un but politique : celui de faire accepter Philippe d’Espagne comme futur souverain par les nobles et magistrats de la région. Le cortège impérial entra à Binche le 22 août 1549 à la lueur des flambeaux et au son d'une salve d'artillerie. Les magistrats, prévôts et conseillers l’attendait en une haie d'honneur à la porte de la ville. La suite impériale fut accueillie au palais par la reine Marie et sa sœur Éléonore, veuve des rois de Portugal et de France.
Le 23 août fut jour de repos.
La journée du 24 août débuta par un combat dans la cour du château où s'affrontèrent les plus grands seigneurs des Pays-Bas. De nombreux intermèdes divertirent la cour, on lâcha des lapins et des chats, ce qui excita les chiens tenus par des valets ; des pèlerins jouant de la musique, des hommes sauvages et d'autres déguisés en serpents crachant du feu amusèrent les spectateurs. La journée se termina par un souper où la reine Fadale demanda à la cour de venir combattre Norabroc pour faire cesser ses maléfices. Dès le lendemain soir, les nobles seigneurs durent affronter trois obstacles : "le pas fortuné" où attendait le chevalier du Griffon Rouge, "la tour périlleuse" gardée par le chevalier de l'Aigle Noir, le chevalier au Lion d'Or qui bloquait l'accès à "l'île heureuse".
Les combats continuèrent le 26 août où le prince d'Espagne qui se presenta sous le Pseudonyme de "Bel Tenebros" (le beau ténébreux) surmonta les trois épreuves et reussi à retirer une épée bloquée dans un rocher (en référence à Excalibur). Un festin clôtura la soirée. La cour se reposa jusqu'au bal du 28 août. Quatre chevaliers et quatre dames y dansèrent une allemande mais quatre autres seigneurs vinrent chercher les dames. Les huit chevaliers se battirent mais des hommes sauvages et feuillus apparurent et combattirent les gentilshommes tandis que d'autres enlevaient les dames. Le 29 août fut consacré à la délivrance des prisonnières enfermées dans un château construit à proximité du pavillon de chasse de Mariemont édifié pour la gouvernante Marie à quelques lieues de Binche. Les convives festoyèrent en admirant les combats qui virent la libération des dames. On finit la journée par un bal masqué au palais de Binche.
Le 30 août, un tournoi eut lieu sur la place de la ville, puis les courtisans assistèrent à un festin qui se termina par le spectacle de la Salle Enchantée où les tables, couvertes de confiseries, descendaient du plafond, figurant le ciel orné des signes du zodiaque, entre quatre colonnes de jaspe. Elles apparaissaient sous un coup de tonnerre, une pluie de dragées et d'eau parfumée pour disparaître, vides, dans le sol. Le 31 août au matin, la cour quitta Binche pour Mons.
Il sera resté de ces fêtes le fameux proverbe espagnol repris par Brantôme : « Plus magnifique que les fêtes de Binche » (Mas bravas que las fiestas de Bains).
C'est Roger Pathie l'organiste de la reine qui écrivit les spectacles en s'inspirant du roman Amadis de Gaule.
La comptabilité de Marie de Hongrie est précise. Les triomphes ont couté 3363 Livres.

## Symboles politiques
On annonça que selon la volonté divine, celui qui serait en mesure de retirer l'épée d'or fixée dans la colonne, serait nommé roi des Pays-Bas. Seul Philippe, futur roi d'Espagne et maître des Pays-Bas en fut capable. Lors de la libération des femmes le 29 août, le chevalier chrétien qui combattait pour son empereur sur les sauvages, était très visible. Cette victoire contre les sauvages faisait directement allusion à celle des Habsbourg sur les Turcs. Ce triomphe faisant aussi référence à la rivalité avec le roi de France, la victoire n'en fut que plus difficile. Enfin, le tournoi qui s'adressa à un public de cour international, offrit une interprétation du jeu des forces en Europe, les noms et les devises des chevaliers faisant allusion aux liens politiques et symboliques ainsi qu'aux rapports de forces réels.